# Campionati del mondo di ciclismo su strada - Corsa in linea femminile Elite

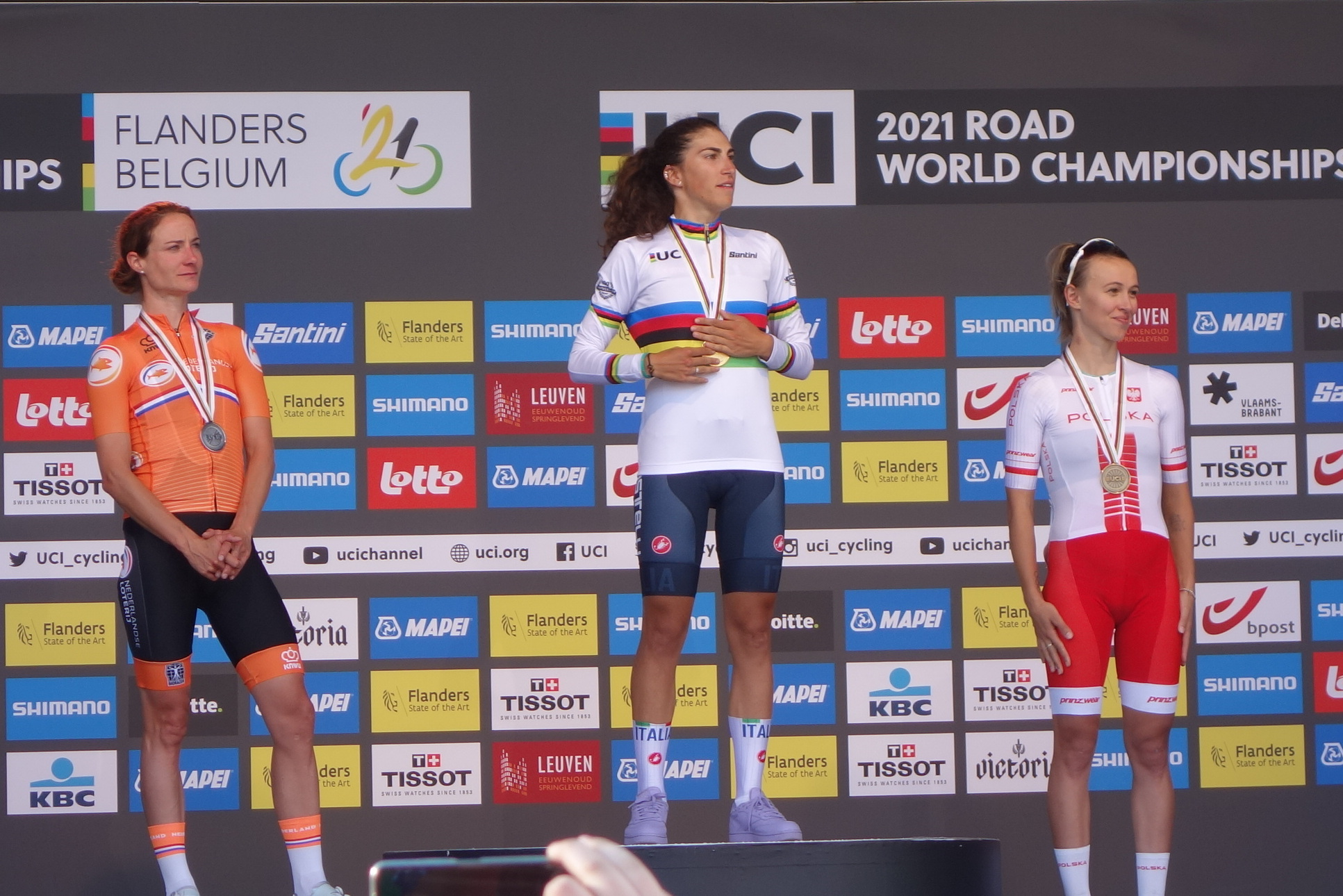
Il podio dell'edizione 2021

La gara in linea femminile Elite è una delle prove disputate durante i campionati del mondo di ciclismo su strada. Riservata alla categoria femminile Elite, si tenne per la prima volta nell'edizione 1958. Nel 1984, 1988 e 1992 la corsa non venne disputata in quanto la gara mondiale si tenne durante i Giochi olimpici.
La ciclista più titolata è la francese Jeannie Longo, con cinque titoli (1985, 1986, 1987, 1989, 1995), seguita dalla belga Yvonne Reynders con quattro (1959, 1961, 1963, 1966).

## Albo d'oro
Aggiornato all'edizione 2023.
| Anno | Vincitrice             | Seconda                | Terza                  |
| ---- | ---------------------- | ---------------------- | ---------------------- |
| 1958 | Elsy Jacobs            | Tamara Novikova        | Marija Lukšina         |
| 1959 | Yvonne Reynders        | Ajno Puronen           | Vera Gorbačëva         |
| 1960 | Beryl Burton           | Rosa Sels              | Elisabeth Kleinhans    |
| 1961 | Yvonne Reynders        | Beryl Burton           | Elsy Jacobs            |
| 1962 | Marie-Rose Gaillard    | Yvonne Reynders        | Marie-Thérèse Naessens |
| 1963 | Yvonne Reynders        | Rosa Sels              | Ajno Puronen           |
| 1964 | Emilija Sonka          | Galina Judina          | Rosa Sels              |
| 1965 | Elisabeth Eicholz      | Yvonne Reynders        | Ajno Puronen           |
| 1966 | Yvonne Reynders        | Keetie Hage            | Ajno Puronen           |
| 1967 | Beryl Burton           | Ljubov' Zadorožnaja    | Anna Konkina           |
| 1968 | Keetie Hage            | Bajba Caune            | Morena Tartagni        |
| 1969 | Audrey McElmury        | Bernadette Swinnerton  | Nina Trofimova         |
| 1970 | Anna Konkina           | Morena Tartagni        | Raisa Obodovskaja      |
| 1971 | Anna Konkina           | Morena Tartagni        | Keetie van Oosten-Hage |
| 1972 | Geneviève Gambillon    | Ljubov' Zadorožnaja    | Anna Konkina           |
| 1973 | Nicole Vandenbroeck    | Keetie van Oosten-Hage | Valentina Rebrovskaja  |
| 1974 | Geneviève Gambillon    | Baiba Caune            | Keetie van Oosten-Hage |
| 1975 | Tineke Fopma           | Geneviève Gambillon    | Keetie van Oosten-Hage |
| 1976 | Keetie van Oosten-Hage | Luigina Bissoli        | Yvonne Reynders        |
| 1977 | Josiane Bost           | Connie Carpenter       | Minnie Brinkhof        |
| 1978 | Beate Habetz           | Keetie van Oosten-Hage | Emanuela Lorenzon      |
| 1979 | Petra de Bruin         | Jenny De Smet          | Beate Habetz           |
| 1980 | Beth Heiden            | Tuulikki Jahre         | Mandy Jones            |
| 1981 | Ute Enzenauer          | Jeannie Longo          | Connie Carpenter       |
| 1982 | Mandy Jones            | Maria Canins           | Gerda Sierens          |
| 1983 | Marianne Berglund      | Rebecca Twigg          | Maria Canins           |
| 1984 | non disputata          | non disputata          | non disputata          |
| 1985 | Jeannie Longo          | Maria Canins           | Sandra Schumacher      |
| 1986 | Jeannie Longo          | Janelle Parks          | Alla Jakovleva         |
| 1987 | Jeannie Longo          | Heleen Hage            | Connie Meyer           |
| 1988 | non disputata          | non disputata          | non disputata          |
| 1989 | Jeannie Longo          | Catherine Marsal       | Maria Canins           |
| 1990 | Catherine Marsal       | Ruthie Matthes         | Luisa Seghezzi         |
| 1991 | Leontien van Moorsel   | Inga Thompson          | Alison Sydor           |
| 1992 | non disputata          | non disputata          | non disputata          |
| 1993 | Leontien van Moorsel   | Jeannie Longo          | Laura Charameda        |
| 1994 | Monica Valvik          | Patsy Maegerman        | Jeanne Golay           |
| 1995 | Jeannie Longo          | Catherine Marsal       | Edita Pučinskaitė      |
| 1996 | Barbara Heeb           | Rasa Polikevičiūtė     | Linda Jackson          |
| 1997 | Alessandra Cappellotto | Elizabeth Tadich       | Catherine Marsal       |
| 1998 | Diana Žiliūtė          | Leontien van Moorsel   | Hanka Kupfernagel      |
| 1999 | Edita Pučinskaitė      | Anna Millward          | Diana Žiliūtė          |
| 2000 | Zinaida Stahurskaja    | Chantal Beltman        | Madeleine Lindberg     |
| 2001 | Rasa Polikevičiūtė     | Edita Pučinskaitė      | Jeannie Longo          |
| 2002 | Susanne Ljungskog      | Nicole Brändli         | Joane Somarriba        |
| 2003 | Susanne Ljungskog      | Mirjam Melchers        | Nicole Cooke           |
| 2004 | Judith Arndt           | Tatiana Guderzo        | Anita Valen            |
| 2005 | Regina Schleicher      | Nicole Cooke           | Oenone Wood            |
| 2006 | Marianne Vos           | Trixi Worrack          | Nicole Cooke           |
| 2007 | Marta Bastianelli      | Marianne Vos           | Giorgia Bronzini       |
| 2008 | Nicole Cooke           | Marianne Vos           | Judith Arndt           |
| 2009 | Tatiana Guderzo        | Marianne Vos           | Noemi Cantele          |
| 2010 | Giorgia Bronzini       | Marianne Vos           | Emma Johansson         |
| 2011 | Giorgia Bronzini       | Marianne Vos           | Ina-Yoko Teutenberg    |
| 2012 | Marianne Vos           | Rachel Neylan          | Elisa Longo Borghini   |
| 2013 | Marianne Vos           | Emma Johansson         | Rossella Ratto         |
| 2014 | Pauline Ferrand-Prévot | Lisa Brennauer         | Emma Johansson         |
| 2015 | Elizabeth Armitstead   | Anna van der Breggen   | Megan Guarnier         |
| 2016 | Amalie Dideriksen      | Kirsten Wild           | Lotta Lepistö          |
| 2017 | Chantal Blaak          | Katrin Garfoot         | Amalie Dideriksen      |
| 2018 | Anna van der Breggen   | Amanda Spratt          | Tatiana Guderzo        |
| 2019 | Annemiek van Vleuten   | Anna van der Breggen   | Amanda Spratt          |
| 2020 | Anna van der Breggen   | Annemiek van Vleuten   | Elisa Longo Borghini   |
| 2021 | Elisa Balsamo          | Marianne Vos           | Katarzyna Niewiadoma   |
| 2022 | Annemiek van Vleuten   | Lotte Kopecky          | Silvia Persico         |
| 2023 | Lotte Kopecky          | Demi Vollering         | Cecilie Uttrup Ludwig  |
| 2024 | Lotte Kopecky          | Chloe Dygert           | Elisa Longo Borghini   |

## Medagliere
Aggiornato all'edizione 2024.
| Pos.   | Nazione          | Oro | Argento | Bronzo | Totale |
| ------ | ---------------- | --- | ------- | ------ | ------ |
| 1      | Paesi Bassi      | 14  | 18      | 5      | 37     |
| 2      | Francia          | 10  | 5       | 2      | 17     |
| 3      | Belgio           | 8   | 7       | 4      | 19     |
| 4      | Italia           | 6   | 6       | 13     | 25     |
| 5      | Gran Bretagna    | 5   | 3       | 3      | 11     |
| 6      | Germania         | 4   | 2       | 5      | 11     |
| 7      | Unione Sovietica | 3   | 7       | 11     | 21     |
| 8      | Svezia           | 3   | 2       | 3      | 8      |
| 9      | Lituania         | 3   | 2       | 2      | 7      |
| 10     | Stati Uniti      | 2   | 6       | 4      | 12     |
| 11     | Svizzera         | 1   | 1       | 0      | 2      |
| 12     | Danimarca        | 1   | 0       | 2      | 3      |
| 13     | Germania Est     | 1   | 0       | 1      | 2      |
| 13     | Lussemburgo      | 1   | 0       | 1      | 2      |
| 13     | Norvegia         | 1   | 0       | 1      | 2      |
| 16     | Bielorussia      | 1   | 0       | 0      | 1      |
| 17     | Australia        | 0   | 5       | 2      | 7      |
| 18     | Canada           | 0   | 0       | 2      | 2      |
| 19     | Finlandia        | 0   | 0       | 1      | 1      |
| 19     | Spagna           | 0   | 0       | 1      | 1      |
| 19     | Polonia          | 0   | 0       | 1      | 1      |
| Totale | Totale           | 64  | 64      | 64     | 192    |